# 京都栄養医療専門学校
京都栄養医療専門学校（きょうとえいよういりょうせんもんがっこう）は、京都府京都市右京区にある私立の専修学校。
学校法人大和学園が運営し、栄養士・管理栄養士・医療事務・医療秘書・診療情報管理士などを育成している。1974年に京都栄養士専門学校として設置され、2003年に改称。学校の略称は京栄校（きょうえいこう）。

## 沿革

### 年表
- 1974年（昭和49年） - 嵯峨に京都栄養士専門学校を開校[2]、栄養士科を置く。
- 1976年（昭和51年） - 専修学校制度による専門学校[注釈 1]として認可を得る[2]
- 1984年（昭和59年） - 医療秘書科（2年制）を開設[2]
- 2000年（平成12年） - 専門学校で全国初となる 管理栄養士科（4年制）を開設[2]
- 2003年（平成15年） - 
  - 京都栄養士専門学校から京都栄養医療専門学校に校名変更[2]
  - 医療秘書科に診療情報管理士専攻コースを開設[2]
- 2005年（平成17年） - 管理栄養士科・栄養士科に栄養教諭養成課程を開設[2]2020年に廃止
- 2008年（平成20年） -管理栄養士科に3年次編入学・内部進学制度を開設
- 2009年（平成21年） - 
  - 医療事務科（2年制）を開設し、医療事務コース、医療情報コースを置く[2]
  - 医療事務科に医療情報技師専攻コースを開設[2]2022年に廃止
- 2013年（平成25年） - 文部科学大臣より4学科が職業実践専門課程に認定[2]
- 2015年（平成27年） - 
  - 医療情報科（2年制）、診療情報管理士科（3年制）を開設[2]
  - 医療事務科と医療情報科を医療事務・医療秘書科として再編成2015年（平成27年） -
    - 医療情報科（2年制）、診療情報管理士科（3年制）を開設[2]
- 2020年 (令和2年）-
  - 文部科学大臣より高等教育の修学支援新制度の対象機関に認定
  - 大和学園地域健康栄養支援センターを開設
- 2024年（令和6年）- 
  - 栄養士科のコース名を変更。病院・福祉栄養コース、こども食育コース、スポーツ栄養コース、フードデザインコースを設置

## 設置学科
- 管理栄養士科（管理栄養士を目指す4年制の昼間部学科）
- 栄養士科（栄養士を目指す2年制の昼間部学科）
- 診療情報管理士科（診療情報管理士などを目指す3年制の昼間部学科）
- 医療事務・医療秘書科（医療クラークなどを目指す2年制の昼間部学科）

## 交通・アクセス
キャンパスは嵯峨嵐山駅のほど近くに所在しており、丸太町通（京都市道187号）の西端に当たる長辻通（京都府道29号）との交差点の東南に位置する。
鉄道
- JR山陰本線「嵯峨嵐山駅」より徒歩約8分。
- 京福電鉄(嵐電)嵐山本線「嵐山駅」より徒歩約7分。
- 阪急電鉄嵐山線「嵐山駅」より徒歩約18分。

バス
- 京都市営バス・京都バス「嵯峨小学校前」下車すぐ。